# Cambita Garabitos (kommun)
Cambita Garabitos är en kommun i Dominikanska republiken.   Den ligger i provinsen San Cristóbal, i den centrala delen av landet, 26 km väster om huvudstaden Santo Domingo. Antalet invånare i kommunen är cirka 31 000.
Terrängen i Cambita Garabitos är kuperad åt nordost, men åt sydväst är den bergig.
Följande samhällen finns i Cambita Garabitos:
- Cambita Garabitos